# Ибитиара
Ибитиара (порт. Ibitiara)  —  муниципалитет в Бразилии, входит в штат Баия. Составная часть мезорегиона Юго-центральная часть штата Баия. Входит в экономико-статистический  микрорегион Бокира. Население составляет 12 572 человека на 2006 год. Занимает площадь 1748,846 км². Плотность населения — 7,2 чел./км².

## Статистика
- Валовой внутренний продукт на 2003 год составляет 20 177 149,00 реалов (данные: Бразильский институт географии и статистики).
- Валовой внутренний продукт на душу населения на 2003 год составляет 1502,17 реалов (данные: Бразильский институт географии и статистики).
- Индекс развития человеческого потенциала на 2000 год составляет 0,656 (данные: Программа развития ООН).